# Лейцин
Лейци́н (L, Leu) — одна з двадцяти канонічних протеїногенних α-амінокислот, що входять до складу білків в живих організмах. Під час трансляції матричної РНК, лейцин кодується триплетними кодонами UUA, UUG, CUU, CUC, CUA, а також CUG. Як і інші α-амінокислоти за фізіологічних умов, лейцин існує у вигляді цвіттер-іона. Лейцин є незамінною амінокислотою. Відносно великий вміст лейцину є характерним для гідрофобних мембранних білків.